# Московское общество испытателей природы
Моско́вское о́бщество испыта́телей приро́ды (МОИП, до 1917 года — Императорское Московское общество испытателей природы) — одно из старейших естественнонаучных обществ России. Учреждено в 1805 году при Императорском Московском университете.
С 1963 года МОИП занимает комнаты 7-9 и 11 в здании Зоологического музея МГУ, по адресу Большая Никитская улица, дом 6. Заседания Общества традиционно были публичными.

## История
Идея создания научного общества естествоиспытателей принадлежит Михаилу Никитичу Муравьёву — попечителю Московского университета и одновременно Московского учебного округа.
Устав Общества был подготовлен приглашённым Муравьёвым на работу в Московский университет Г. И. Фишером. В процессе создания общества принимали также участие профессора Московского университета Г. Ф. Гофман, Ф. Ф. Рейсс, Ф. А. Гильдебрандт, директор ботанического сада в Горенках под Москвой Ф. Б. Фишер, Т. Реннер, некоторые любители естествознания, например, директор Московской губернской гимназии П. М. Дружинин, А. А. Перовский, А. Х. Чеботарёв). Высшее покровительство обществу согласился оказывать граф А. К. Разумовский.

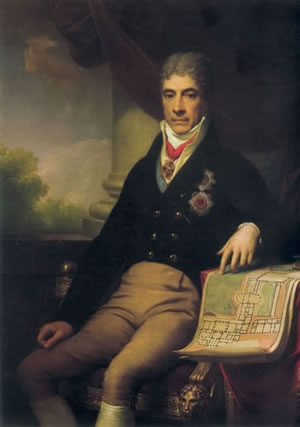
Первый президент МОИП
Андрей Кириллович Разумовский

На организационном заседании МОИП (22.3.1805) был одобрен Устав общества. Задачами общества считались разработка общих научных проблем естествознания, изучение природных богатств России, в том числе «открытие таких произведений, кои могут составить новую ветвь Российской торговли». В обществе состояли действительные члены (как «присутствующие», так и «отсутствующие», то есть корреспонденты), на его заседания был открыт вход студентам Московского университета, для которых вводился разряд «питомцев» общества. Научную работу общества согласно Уставу возглавлял его директор. В 1806 году была утверждена почётная должность президента МОИП (до 1872 года её занимали попечители Московского университета). С 1807 года МОИП в знак монаршего благоволения стало называться Императорским и был установлен бюджет общества, финансируемый непосредственно Министерством народного просвещения.
Устав был представлен императору Александру I, получил «высочайшее благоволение», утверждён в июле 1805 года, а 18 сентября того же года состоялось первое научное заседание.
Первые собрания общества проводились дома у Ф. Б. Фишера, позже в подаренном обществу почётным членом МОИП Зоем Зосимой доме на Пресне. При Николае I МОИП переехало в здание университетской гостиницы, на Моховую. Пресненский участок был использован университетом под обсерваторию, которая впоследствии стала основой Астрономического института.
С самого начала своего существования общество приступило к организации экспедиций и экскурсий для изучения природы России и сбора естественноисторических коллекций. Фишер фон Вальдгейм предложил программу комплексного изучения Московской губернии, которая должна была послужить образцом для последующего описания России. МОИП организовывала экспедиции для изучения Алтая, Урала, Кавказа, Камчатки и др. регионов России. Материалы экспедиций после изучения передавались в соответствующие музеи и кабинеты Московского университета. Со временем известные путешественники, исследователи сами стали пересылать обществу материалы своих наблюдений, описания поездок, а также экспонаты для коллекций (с Явы, Аляски, Малайи, из Персии, Японии, Малой Азии, Бразилии и проч.). В результате большая часть коллекций Зоологического музея Московского университета, а также гербариев и минералогических и палеонтологических собраний Московского университета оказались собраны членами МОИП.

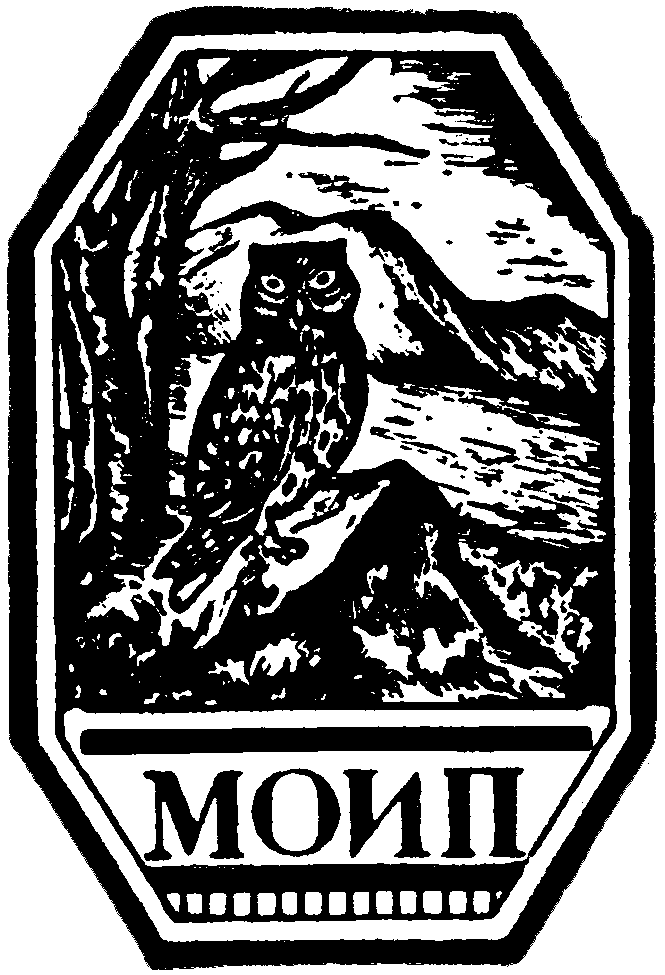
Эмблема МОИП

Характерной чертой деятельности МОИП явилась её универсальность. Члены общества проявили себя во всех областях естествознания. В зоологии общество организовало систематическую работу по описанию местных фаун и созданию зоогеографических сводок. Благодаря работам Н. А. Северцова, М. А. Мензибра, П. П. Сушкина развивалась энтомология и орнитология.
В описательной ботанике изучалась флора России и закономерности распределения растительного покрова России (А. А. Бунге, В. Г. Бессер, Г. С. Карелин, Б. М. Козо-Полянский, К. И. Мейер, Э. Л. Регель, Н. С. Турчанинов, Ф. Б. Фишер, Р. Э. Траутфеттер и др.).
Работы по палеонтологии и геологии создавали члены общества И. Р. Герман, Г. А. Траудшольд, Д. И. Иловайский, В. Д. Соколов, В. И. Андрусов, А. Д. Архангельский, В. И. Вернадский, Г. Е. Щуровский, А. А. Кеммерер, А. Е. Ферсман, А. А. Чернов, В. А. Варсанофьева и многие др. В этих исследованиях описывались минералы и минеральные месторождения, их генезис, результаты геологических исследований самых различных территорий России по стратиграфии, тектонике, четвертичной истории, полезным ископаемым и проч.
Большое значение имели проведённые И. Р. Германом первые исследования по анализу минералов, руд, продуктов животного и растительного происхождения. На заседаниях МОИП неоднократно выступал профессор химии Ф. Ф. Рейс с сообщениями об изучении хинной корки, минеральных источников в селе Семёновском Тверской губернии, об открытом им новом явлении «электрофореза», докладывали свои работы по изучению нефтяных месторождений А. П. Павлов, М. А. Ракузин и др.
Общество оказало большое влияние на развитие медицины в России. За первые 50 лет его существования в изданиях общества был опубликован ряд исследований по холере и методам борьбы с ней (И. Р. Герман, Ф. Ф. Рейсс), по анатомии человека (Д. Н. Зёрнов), гистологии тканей (И. Ф. Огнев), химическому анализу лимфы и крови (И. М. Сеченов), условным рефлексам (И. П. Павлов) и др.
В работе общества активно участвовали писатели: М. Н. Загоскин, А. И. Герцен, В. А. Жуковский, С. Т. Аксаков и др.
Почётными членами МОИП были избраны многие выдающиеся учёные мира: И. В. Гёте, А. Гумбольдт, Ж. Кювье, Ч. Дарвин, Д. Вирхов, Р. Броун, Я. Берцелиус, М. Бертло, Ю. фон Либих, Г. Гельмгольц, А. Уоллес, Дж. Томсон, А. Энглер, М. Фарадей.
В целях поощрения научно-исследовательских работ в областях ботаники и зоологии при МОИП были учреждены специальные премии: в 1884 — имени А. Г. Фишера фон Вальдгейма (выдавалась каждые 3 года за выполненные по конкурсу ботанические работы), в 1902 — имени К. И. Ренара (выдавалась каждые 3 года за лучшее сочинение по зоологии), которые присуждались до 1917 года.
Популяризации и распространению идей общества содействовала его издательская деятельность. В 1806 году общество начало выпускать свой журнал под названием «Journal de la Socieété des naturalistes de l'Université Impériale de Moscow» ― научные работы членов общества. В 1829 году основан новый периодический журнал «Bulletin de la Socieété des naturalistes de Moscow» («Бюллетень МОИП»). В изданиях МОИП большинство статей печаталось на иностранных языках: французском, немецком, а с 1830 года некоторые статьи ― по-русски. С 1896 года статьи на русском языке начали преобладать в «Бюллетене МОИП», с 1930 года журнал стал полностью русскоязычным. МОИПом издавался популярный журнал на русском языке «Вестник естественных наук» (1854―1860). МОИП выпустило огромное число трудов своих членов.  Выходили «Материалы к познанию фауны и флоры и геологического строения Российской империи» (1890―1918.
МОИП было одним из инициаторов создания в 1864 году Московского зоопарка.

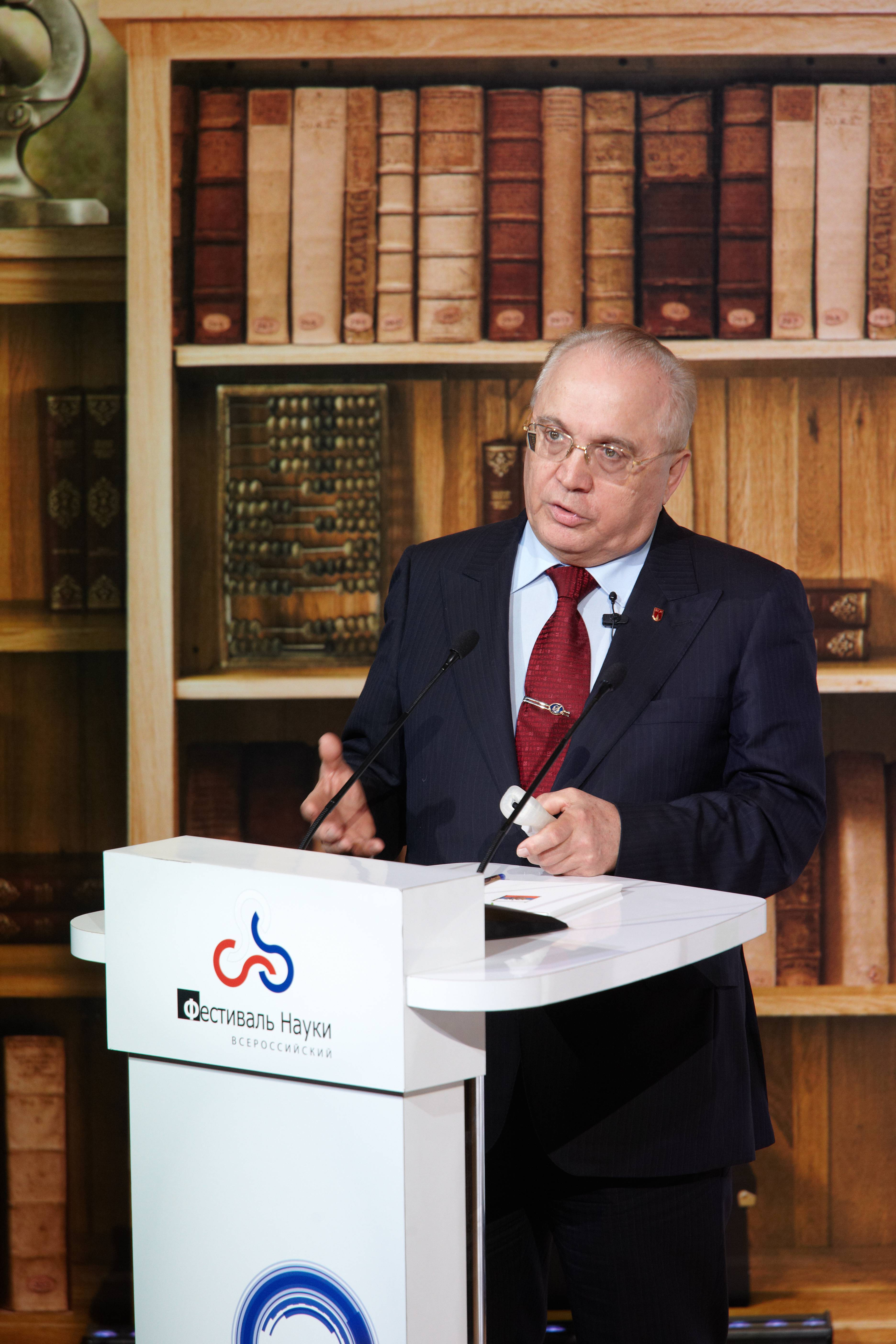
Президент МОИП
В. А. Садовничий

Несмотря на своё историческое наименование Московский, МОИП всегда было всероссийским научным обществом. Во многих городах России (Санкт-Петербурге, Киеве, Казани, Одессе, Харькове, Таллине, Томске, Рязани, Твери, Иваново, Ставрополе и др.) существовали отделения МОИП; многие из них функционируют поныне.
После Октябрьской революции 1917 года Общество организовало несколько стационарных исследовательских научных станций: Карадагскую (в Крыму); две станции под Москвой (лимнологическая станция в Косино и биологическая станция на озере Глубокое, которые оставались в ведении МОИП всего несколько лет); Першинскую близ Курска.
В 1931 году в состав МОИП влилось Общество любителей естествознания, антропологии и этнографии.
С 1946 года общество проводит среди своих членов конкурсы на лучшие работы в области естественных наук и присуждает ежегодные премии и почётные дипломы.
С 1823 года собственностью МОИП являлись несколько помещений правого крыла старого здания Московского университета на Моховой, где проходили его заседания и публичные акты. В этих помещениях общество находилось до 1933 года, когда, идя навстречу пожеланиям университета, было переведено в здание научной библиотеки МГУ (где сейчас размещается библиотека МОИП).
Общество объединяет не только учёных, но и любителей природы. В составе МОИП функционируют секции садоводов, цветоводов, пчеловодов, поделочного камня, любителей певчих птиц, которые занимаются пропагандой и просветительской деятельностью.

### Руководство
С 1869 года было дозволено выбирать президента МОИП, до этого президенты назначались. Президенты избирались из числа членов МОИП с 1872 года, и сохраняли этот пост пожизненно. Президенты по году назначения или избрания:
1. 1805 — А. К. Разумовский
2. 1817 — А. П. Оболенский
3. 1825 — А. А. Писарев
4. 1830 — Д. В. Голицын
5. 1835 — С. Г. Строганов
6. 1847 — Д. П. Голохвастов
7. 1850 — В. И. Назимов
8. 1856 — Е. П. Ковалевский
9. 1859 — Н. В. Исаков
10. 1863 — Д. С. Левшин
11. 1867 — А. П. Ширинский-Шихматов
12. 1872 — А. Г. Фишер фон Вальдгейм
13. 1884 — К. И. Ренар
14. 1886 — Ф. А. Бредихин
15. 1890 — Ф. А. Слудский
16. 1897 — Н. А. Умов
17. 1915 — М. А. Мензбир
18. 1935 — Н. Д. Зелинский
19. 1955 — В. Н. Сукачёв
20. 1967 — А. Л. Яншин
21. 2000 — В. А. Садовничий

До 1872 года председателями Общества были чиновники, отвечающие за образование в Москве. Поэтому была введена также должность директора (научного руководителя):
- 1805—1853 Г. И. Фишер

Вице-президенты общества:
- 1822—1853 — Г. И. Фишер
- 1940—1941 — П. П. Лазарев
- 1941—1976 — В. А. Варсанофьева

Учёный Секретарь общества:
- 1912—1932 — Вяч. А. Дейнега

Казначей общества:
- 1888—1894 — Е. Д. Кислаковский
- 1894—1917 — Вал. А. Дейнега

## Члены МОИП
В 1836 году число членов общества достигло 922. В настоящее время в МОИП около 2 000 членов в различных городах России и СНГ. Деятельность Общества осуществляется с участием около 40 секций и комиссий по разным направлениям естествознания.
Членами общества были выдающиеся учёные России: П. С. Паллас, И. Я. Геннинг, Н. А. Зворыкин, Е. О. Мухин, Ф. А. Гильтебрандт, фон Цёккель, Г. И. Галлер-Фиони, М. Ф. Спасский, К. Ф. Рулье, Г. А. Траутшольд, К. фон Гернет, А. Н. Бекетов, П. П. Семёнов-Тян-Шанский, Н. А. Северцов, А. М. Бутлеров, А. О. Ковалевский, В. О. Ковалевский, К. А. Тимирязев, Л. П. Сабанеев, В. В. Докучаев, И. П. Павлов, Н. Д. Зелинский, В. И. Вернадский, В. А. Обручев, П. К. Штернберг, Д. Н. Прянишников, Ф. Н. Крашенинников, Б. А. Федченко, В. Н. Сукачёв, А. Е. Ферсман, П. Л. Капица, А. Л. Яншин, А. А. Маракушев, В. А. Дейнега, Е. Д. Кислаковский, М. С. Гиляров, И. Т. Радожицкий и другие. 

## Библиотека
С начала деятельности общества комплектовалась Библиотека МОИП, которая пополнялась в значительной степени путём многочисленных пожертвований в виде отдельных книг и целых библиотек как от членов МОИП, так и других естествоиспытателей. На сегодняшний день её фонды насчитывают около полумиллиона томов различных изданий. С начала возникновения общество вело целенаправленный подбор литературы по естествознанию, поэтому в его библиотеке представлены уникальные собрания серий многих известных периодических изданий с момента их основания. По ценности фондов библиотека МОИП занимает сейчас третье место в России.
Современная библиотека — одна из крупнейших в стране (около полумиллиона книг). Основой библиотеки явилось собрание книг первого директора Общества Г. И. Фишера, которое составляло несколько тысяч томов. Член Общества купец Д. П. Шелапутин передал библиотеке более 2 500 редких книг в 1831 году; большую библиотеку подарила княгиня З. А. Волконская.
Коллекции МОИП служили основой для Зоологического музея МГУ, Музея антропологии, Гербария МГУ, Лаборатории И. П. Павлова, Никитского ботанического сада в Крыму, ботанического сада Ботанического института РАН (Санкт-Петербург), минералогической коллекции Геологического института РАН.
В течение 21 года (1888—1909) обязанности библиотекаря исполнял А. И. Кронеберг. Его трудами библиотека общества, насчитывавшая тогда 75 000 томов, была приведена в порядок, было начато составление каталога.
С 1932 по 1954 год библиотекой МОИП руководил профессор В. А. Дейнега..
При библиотеке МОИП находится архив, в котором собрана документация, касающаяся деятельности общества, переписка руководителей общества с его членами. К архиву относится единственное в своём роде в России собрание гравюр, дагерротипов и фотографий естествоиспытателей и врачей XVII―XX вв. Традиция, согласно которой лица, избранные почётными или действительными членами общества, обязаны были доставлять свои фотографии в иконотеку МОИП.

## Секции
В составе МОИП находится много секций.
Одной из активно работающих в настоящее время секций является организованная в 1957 году Секция Геронтологии. С 2018 года секция возглавляется врачом-гериатром, врачом-неврологом, нейрофизиологом, историком медицины Валерием Михайловичем Новоселовым. Научный секретарь секции д.м.н. Виталий Иванович Донцов. Технический секретарь секции Гайфуллин Б.Н.  С момента основания секции в 1957 году на начало 2024 года было проведено 521 заседание секции. Ежегодно выпускается печатный сборник трудов членов секции геронтологии.

## Издания
- 1805 Journal de la Société des Naturalistes de l’Université Impériale de Moscou[14]
- 1806 Mémoires de la Société des Naturalistes de l’Université Impériale de Moscou
- 1809—1823 Mémoires de la Société Impériale des Naturalistes de l’Université Impériale de Moscou[15]
- 1829—1940 Nouveaux Mémoires de la Société Impériale des Naturalistes de Moscou (с 1925 Новые Мемуары Московского Общества Испытателей Природы)
- 1829 — Bulletin de la Société Impériale des Naturalistes de Moscou, позже Бюллетень Московского общества испытателей природы (Бюллетень МОИП). С 1922 г. — отдельно по биологическим и геологическим наукам. Резюме на английском языке.
- 1854—1860 Вестник Естественных Наук, издаваемый Московским Обществом Испытателей Природы[16].
- 1890—1918 Материалы к познанию фауны и флоры и геологического строения Российской империи.
- 1951 — Труды Московского Общества Испытателей Природы.

Помимо журналов издавались и отдельные работы, например монография Г. И. Фишера фон Вальдгейма «Энтомография».

## Галерея

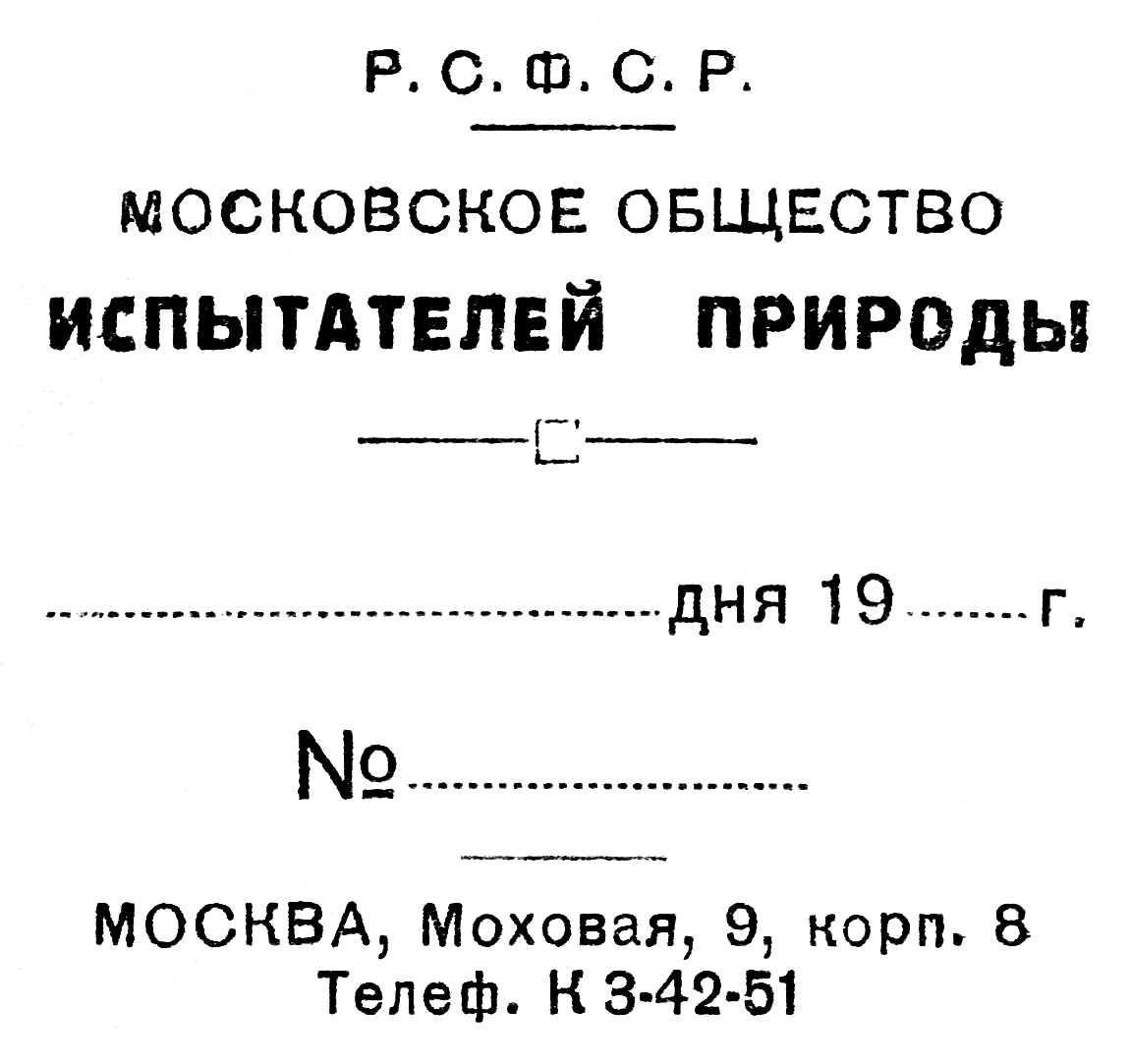
Бланк МОИП 1930-х годов
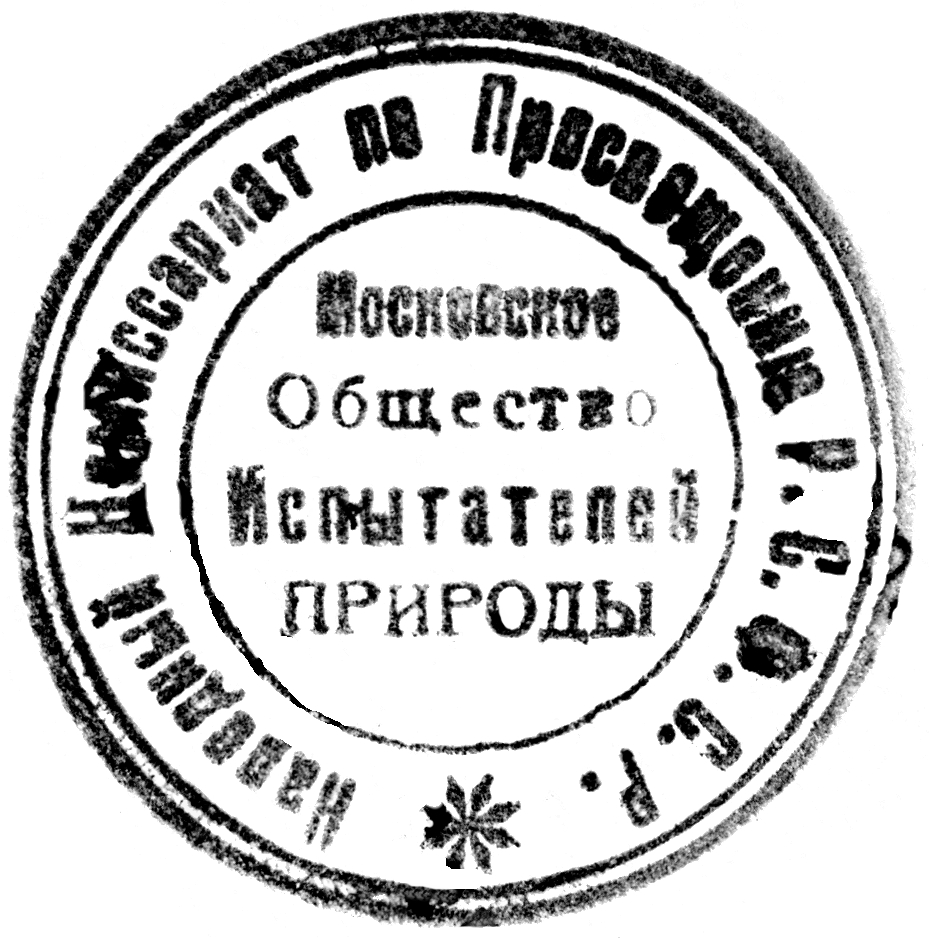
Печать МОИП, 1940-е годы
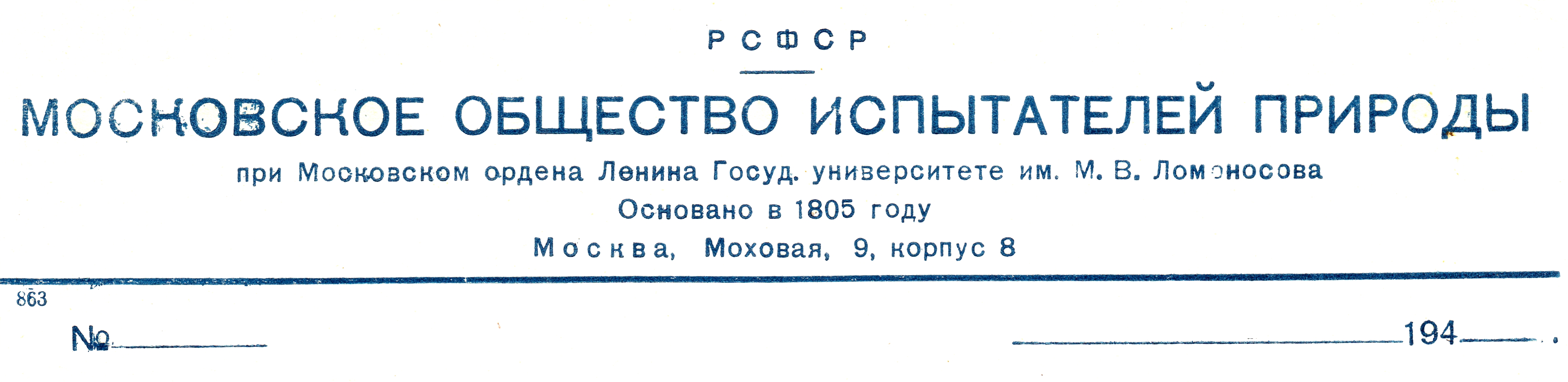
Бланк МОИП 1940-х годов